# Mélitée du mélampyre
Pour les articles homonymes, voir Athalia (homonymie).
Melitaea athalia
Espèce
La Mélitée du mélampyre ou Damier Athalie (Melitaea athalia) est une espèce de lépidoptères (papillons) appartenant à la famille des Nymphalidae, à la sous-famille des Nymphalinae, à la tribu des Melitaeini, et au genre Melitaea.

## Description

### Imago
La Mélitée du mélampyre présente un dessus orange avec une ornementation marron formant des bandes de damiers, avec une bordure marron.
Le revers des antérieures est orange, celui des postérieures est à bandes de damiers blanc et jaune, damiers limités par les nervures noires et de fines lignes noires.

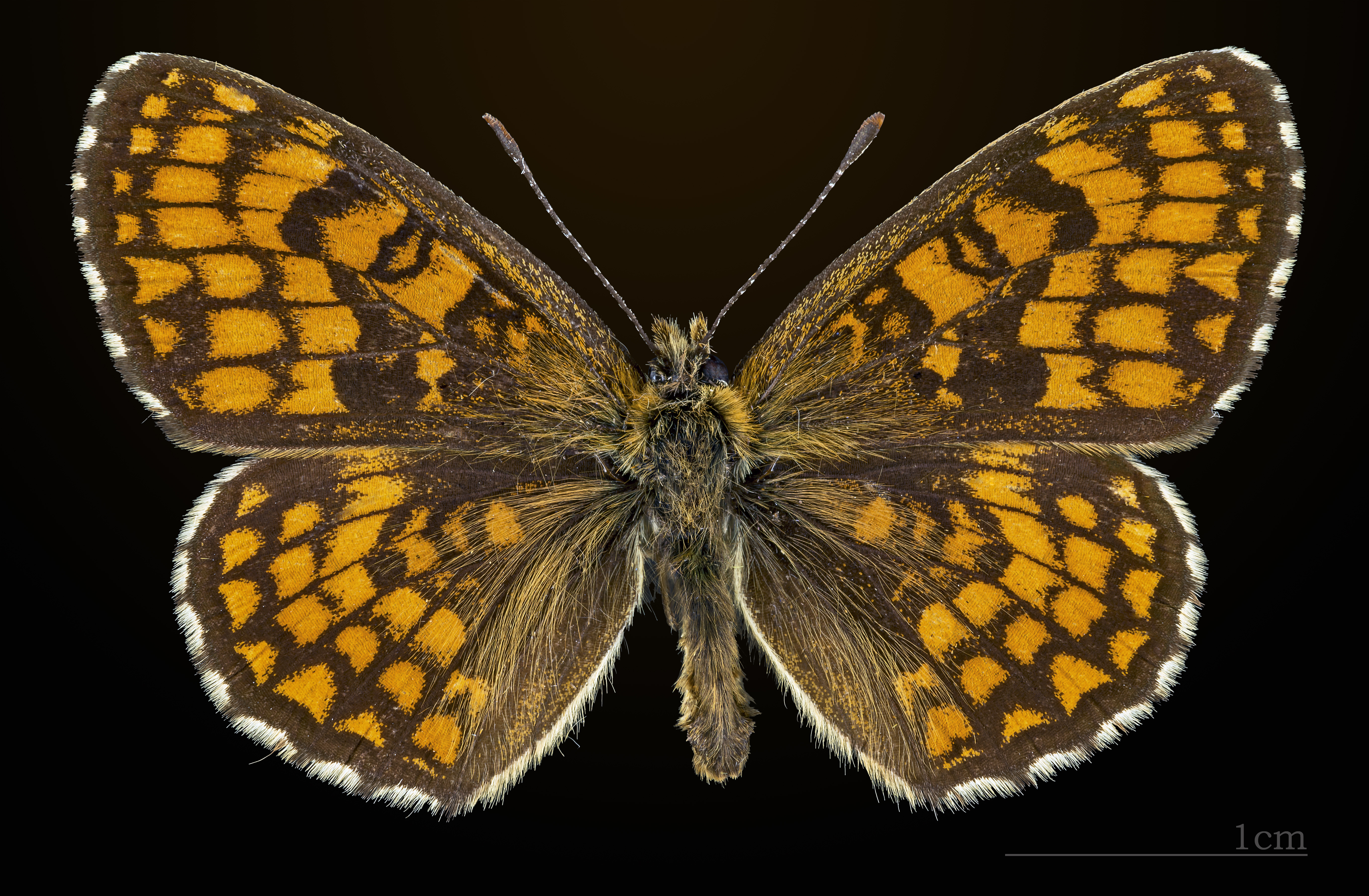
Vue dorsale d'un mâle
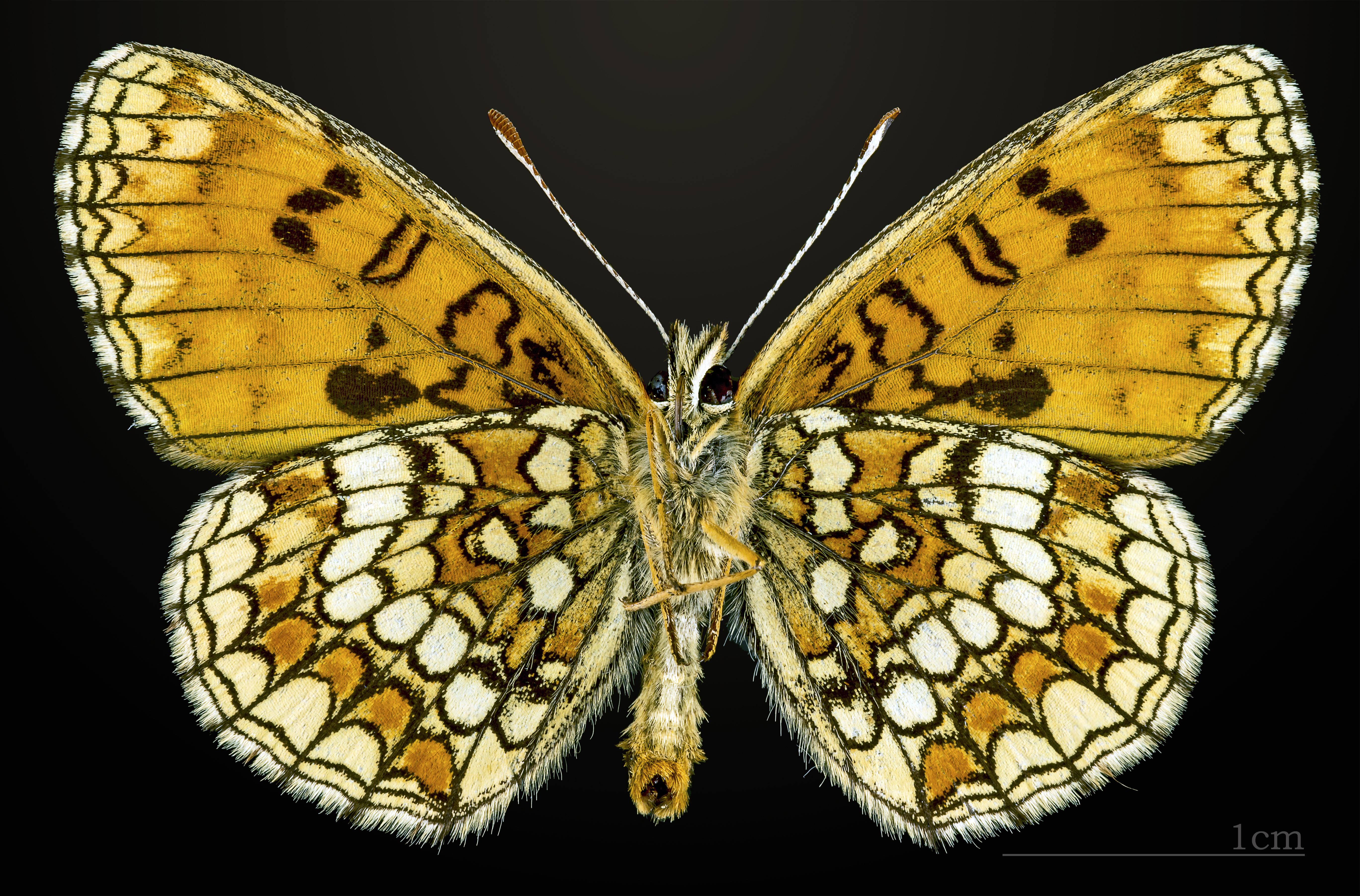
△ Revers d'un mâle
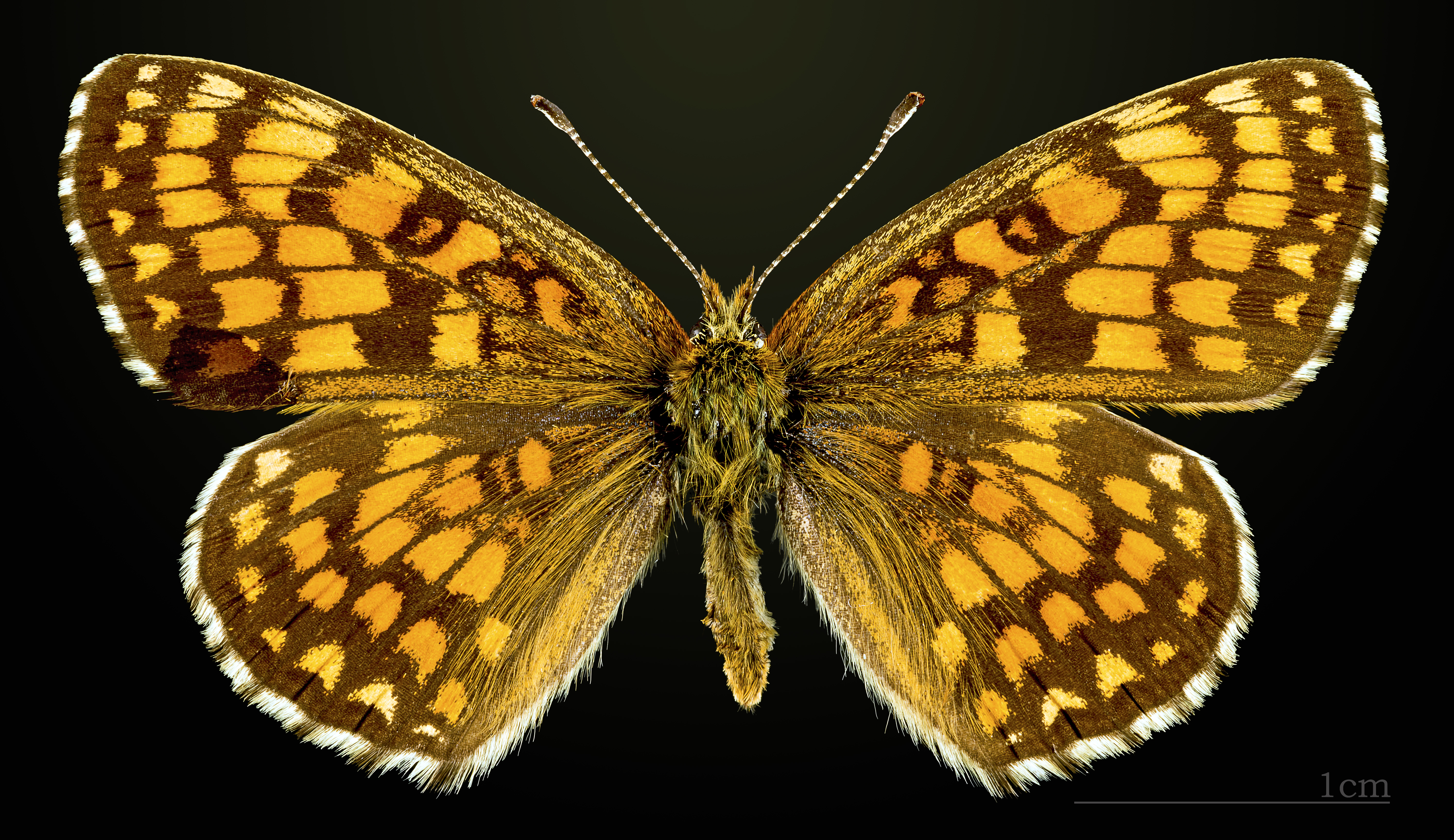
Vue dorsale d'une femelle
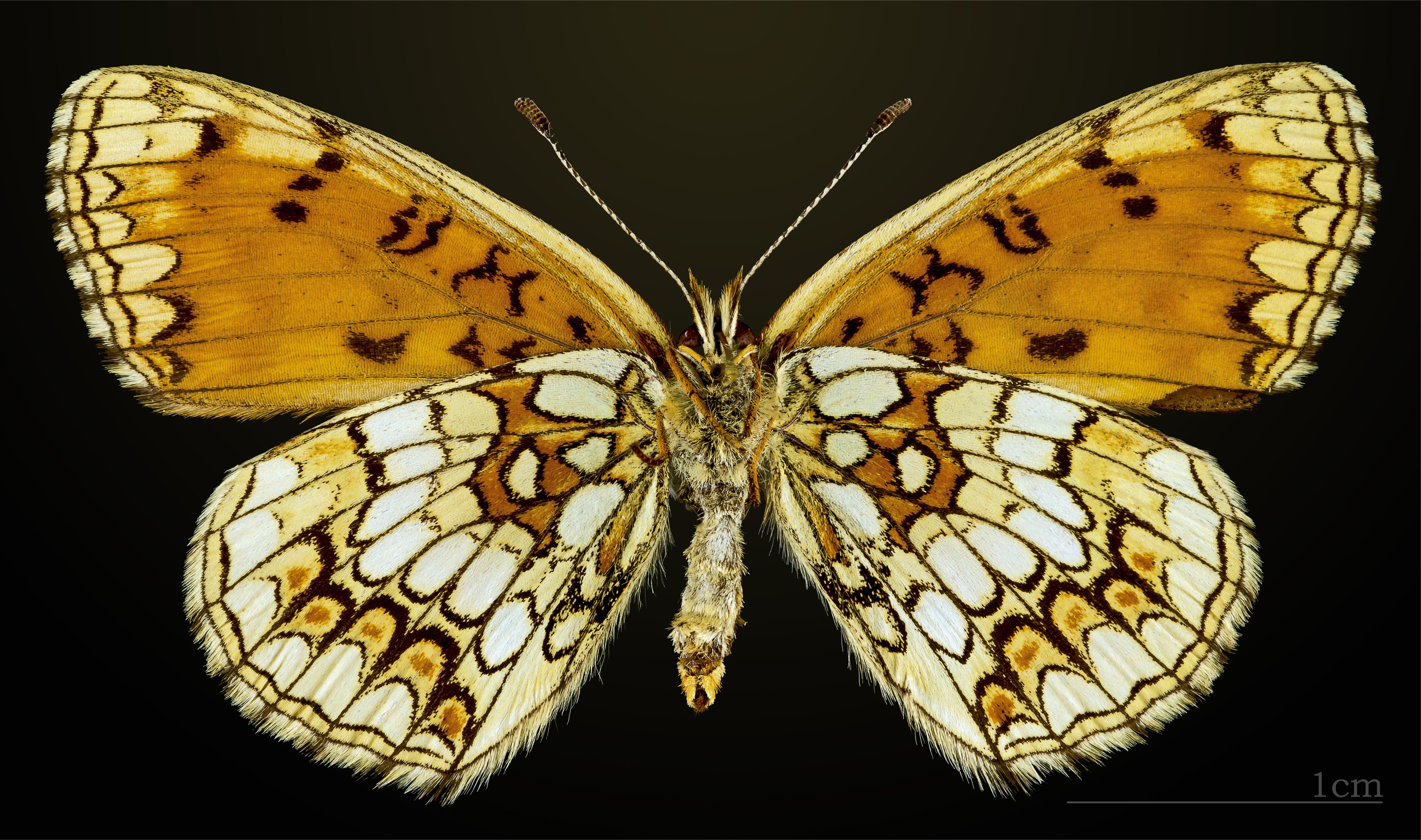
△ Revers d'une femelle

### Chenille
Elle a les mêmes couleurs noir et jaune que l'adulte.

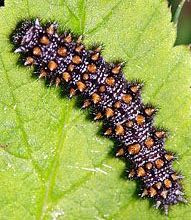
Chenille
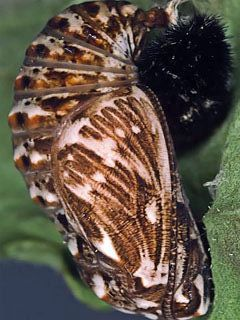
Chrysalide

## Biologie
La femelle pond ses œufs jaune citron par grappe de plus de 100 œufs collés sous une feuille.

### Période de vol et hivernation
La Mélitée du mélampyre vole une seule génération mais avec des émergences entre mi-mai et mi-août. Une seconde génération est possible : c'est le cas pour la sous-espèce M. a. celadussa quand elle réside à basse altitude.
L'espèce hiverne au stade de chenille, dans une toile de soie.

### Plantes hôtes
Les plantes hôtes de la chenille sont des Melampyrum dont Melampyrum pratense (le Mélampyre des prés) et Melampyrum sylvaticum, des plantains dont Plantago lanceolata (le Plantain lancéolé) et Plantago alpina, des digitales dont Digitalis purpurea la Digitale pourpre, Digitalis lutea la Digitale jaune et Digitalis ferruginea, des Veronica dont Veronica chamaedrys (la Véronique petit-chêne), Veronica officinalis (la Véronique officinale), Veronica montana (la Véronique des montagnes) et Veronica spicata, ainsi que Linaria vulgaris (la Linaire commune).

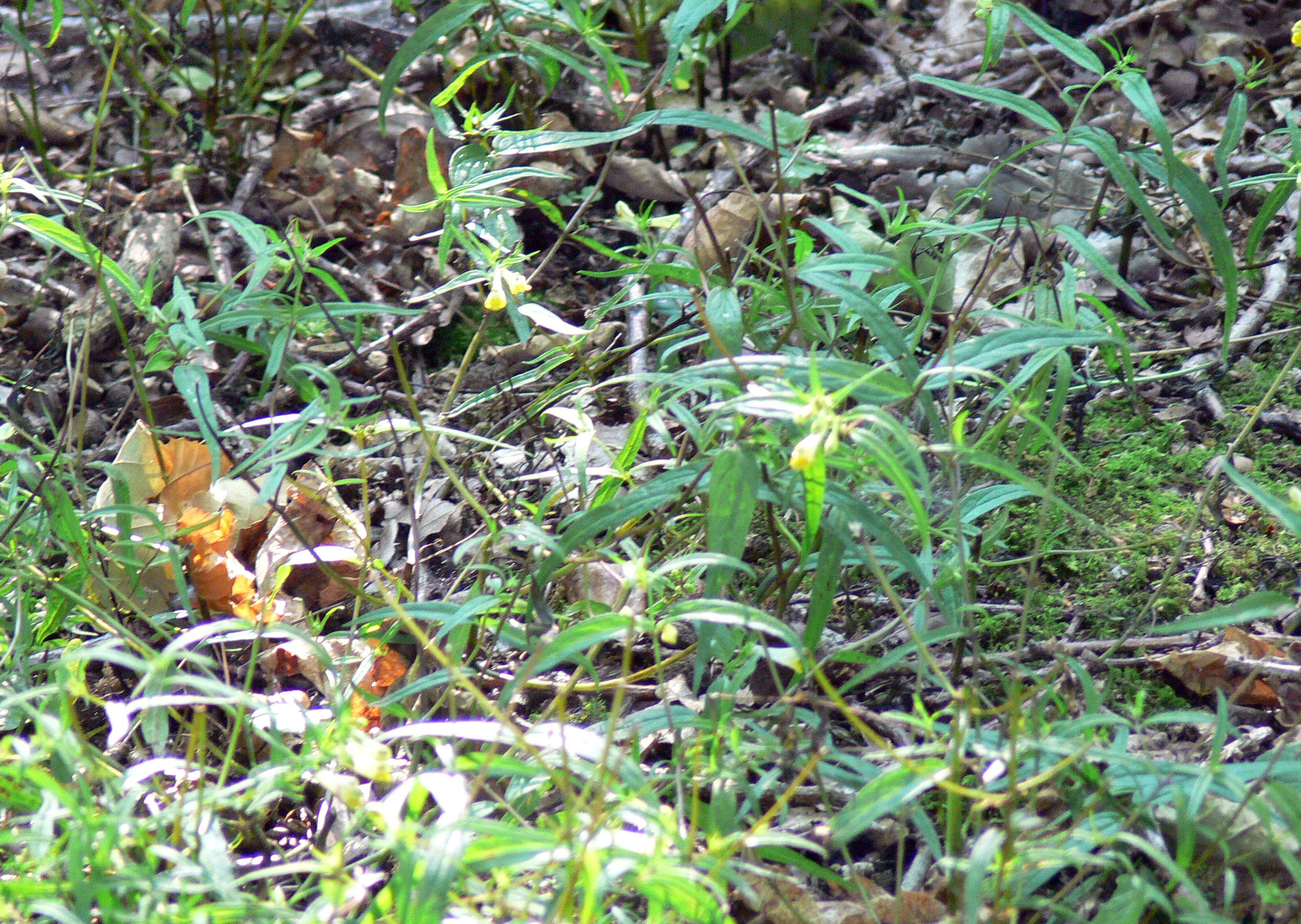
Mélampyre des prés
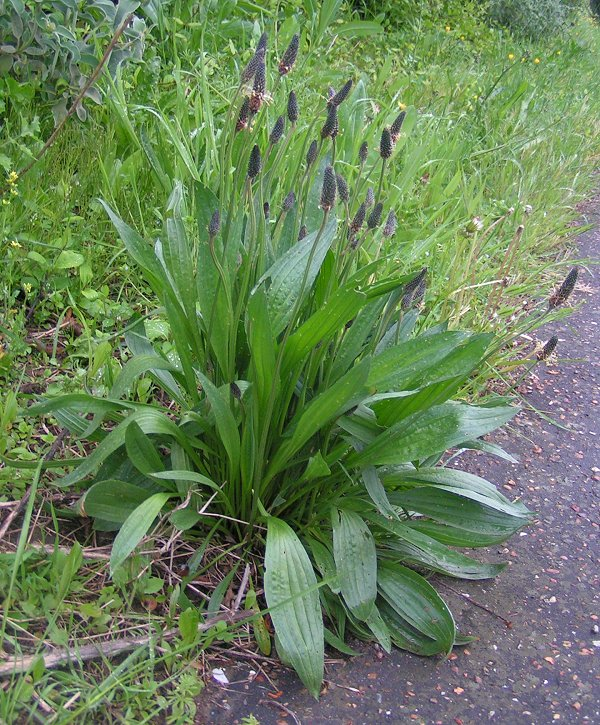
Plantain lancéolé

## Écologie et distribution
La Mélitée  du mélampyre est présente dans toute l'Europe (sauf le sud du Portugal et de l'Espagne, l'Irlande, l'Angleterre et la Corse), toute l'Asie tempérée et au Japon,.
En France métropolitaine, elle est répandue dans une grande partie du territoire,, mais elle est plus rare dans le Nord et l'Ouest du pays où elle tend à se raréfier, et elle est absente de Corse. La sous-espèce celadussa occupe un grand quart sud-est du pays, le reste étant peuplé par la sous-espèce nominale, avec une large bande de populations à caractéristiques intermédiaires.
En conséquence du recul de ses habitats, l'espèce est en voie de régression sur une partie de son aire de répartition naturelle, et a fait l'objet de programmes de réintroduction au Royaume-Uni.
Une expérience conduite dans le Kent (Wildwood) montre que la réintroduction du castor européen qui ouvre des milieux dans les forêts, en recépant les arbres à proximité de sa hutte peut être favorable au retour de sa plante-hôte et par suite de la Mélitée du mélampyre. (Dans cette expérience, le mélampyre des bois a réapparu à partir de la « banque de graines » du sol qui a pu s'exprimer à la suite de la mise au soleil du sol. Le papillon s'est spontanément installé sur la zone où le castor s'est nourri en coupant quelques arbres. Ce seul site abriterait (mi 2008) selon le directeur du Wildwood la majeure partie de toute la population anglaise de ce papillon. L'expérience est conduite avec English Nature).

### Biotope
Melitaea athalia est un papillon des lisières de bois herbues et fleuries. Comme le laisse sous-entendre son nom commun anglais « heath fritillary » (heath désignant les milieux intraforestiers de lande ou végétation basse), il apprécie la strate herbacée des clairières forestières, éventuellement légèrement ombrée, et comme habitats de substitution les landes et prairies bocagères (habitats de substitution). On le trouve jusqu’à 1 600 m d'altitude.
Les mélitées du mélampyre sont de piètres voiliers, ils ne se déplacent que sur de faibles distances. Ils vivaient dans les milieux ouverts intraforestiers entretenus par de grands herbivores qui ont disparu ou se sont raréfiés. Ils sont donc depuis plusieurs milliers d'années devenus dépendants des  clairières créées par l'activité humaine (un de leurs noms anglais était "Woodman's Follower" ; celui qui suit l’homme des bois). Ceci rend cette espèce sensible à la sylviculture intensive.
Les landes résultant du surpâturage de zones boisées par du bétail (ânes, mulets, moutons, bovins, chevaux...) ou leur exploitation en taillis ont traditionnellement fourni des sites alternatifs de reproduction à cette espèce, mais depuis la fin de la première guerre mondiale, ces activités sont en recul constant d'où recul des landes et taillis.

## Systématique
L'espèce Melitaea athalia a été décrite par  l'entomologiste allemand Siegmund Adrian von Rothenburg en 1775, sous le nom initial de Papilio athalia.

### Synonymes
- Papilio athalia Rottemburg, 1775 – protonyme
- Mellicta athalia (Rottemburg, 1775)

### Sous-espèces
De nombreuses sous-espèces ont été décrites et ne sont pas toujours reconnues aujourd'hui. La liste suivante n'est pas exhaustive : 
- Melitaea athalia athalia — dans une partie de l'Europe et l'Ouest de la Sibérie.
- Melitaea athalia celadussa Fruhstorfer, 1910 — dans le Sud de l'Europe.

Ce taxon diffère de la sous-espèce nominale par la structure de ses pièces génitales, et il est de plus en plus souvent considéré comme une espèce distincte. En fonction des auteurs, la nouvelle espèce en question peut être nommée Melitaea celadussa Fruhstorfer, 1910, Melitaea nevadensis Oberthür, 1904 ou Melitaea helvetica Rühl, 1888.
- Melitaea athalia baikalensis Bremer, 1861 — dans le Sud de la Sibérie.
- Melitaea athalia hyperborea Dubatolov, 1997 — au Kamtchatka.
- Melitaea athalia lucifuga Fruhstorfer, 1917 — dans le Sud-Est de l'Europe.
- Melitaea athalia norvegica Aurivillius, 1888
- Melitaea athalia reticulata Higgins, 1955 — dans l'Altaï.

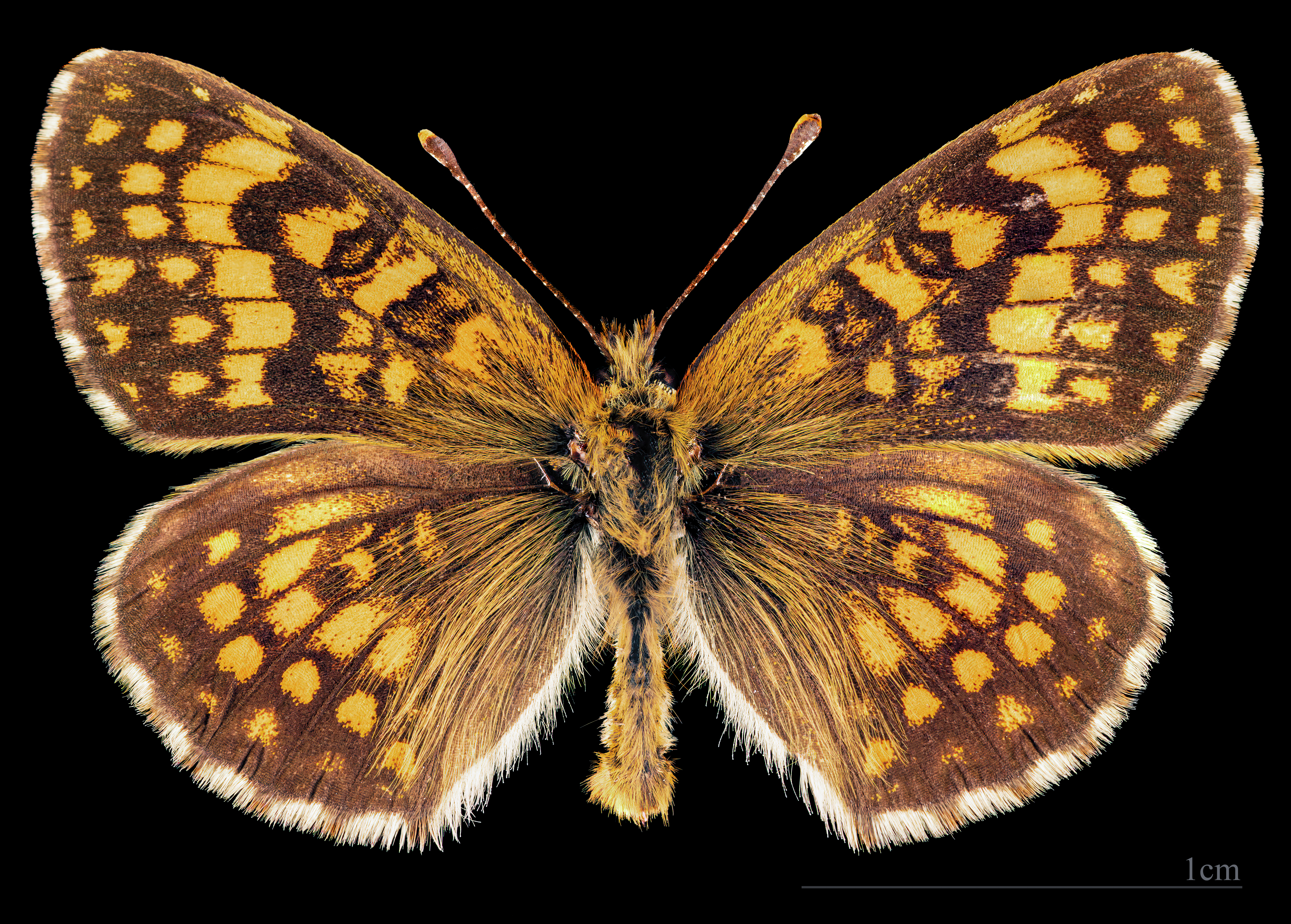
♂
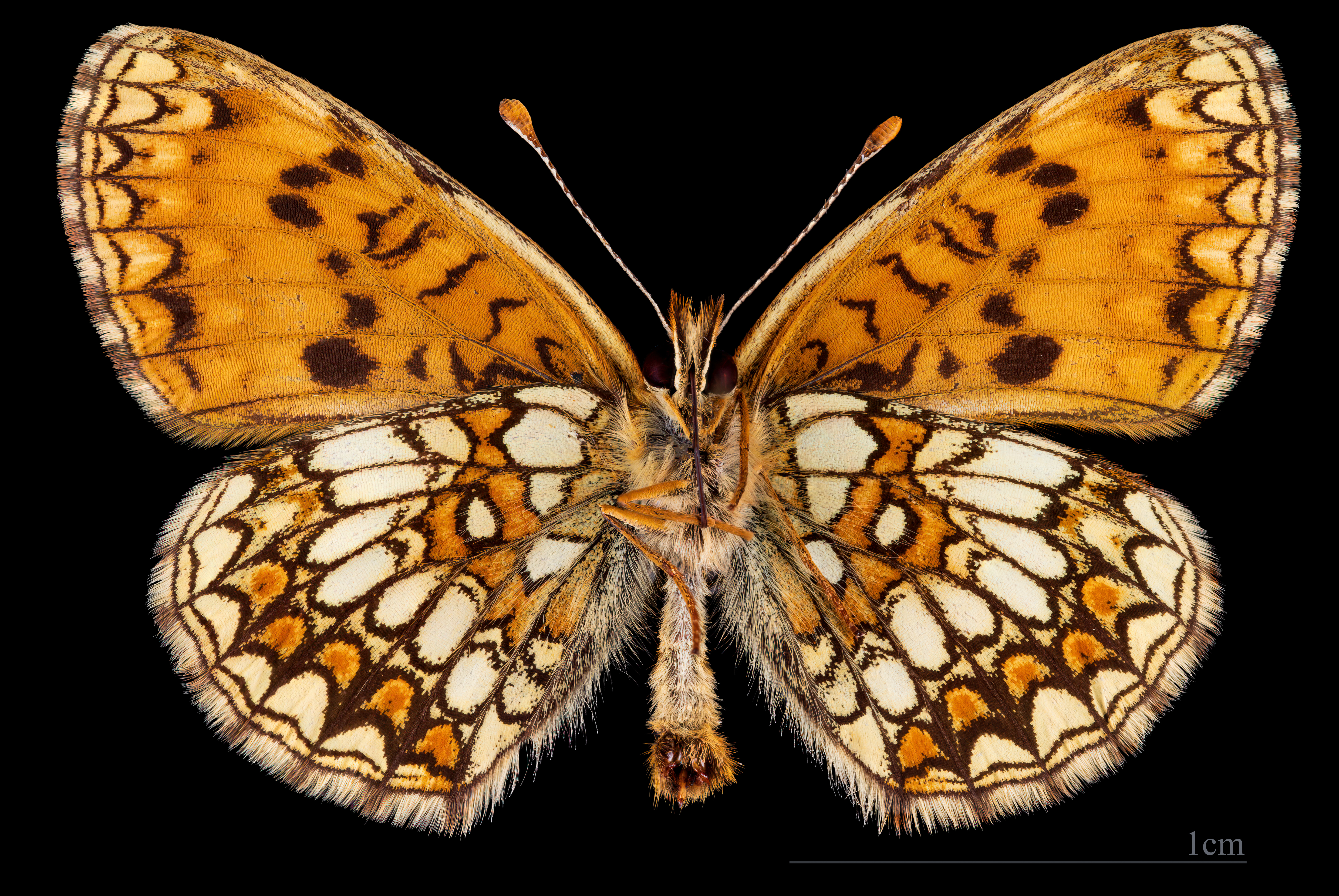
♂ △
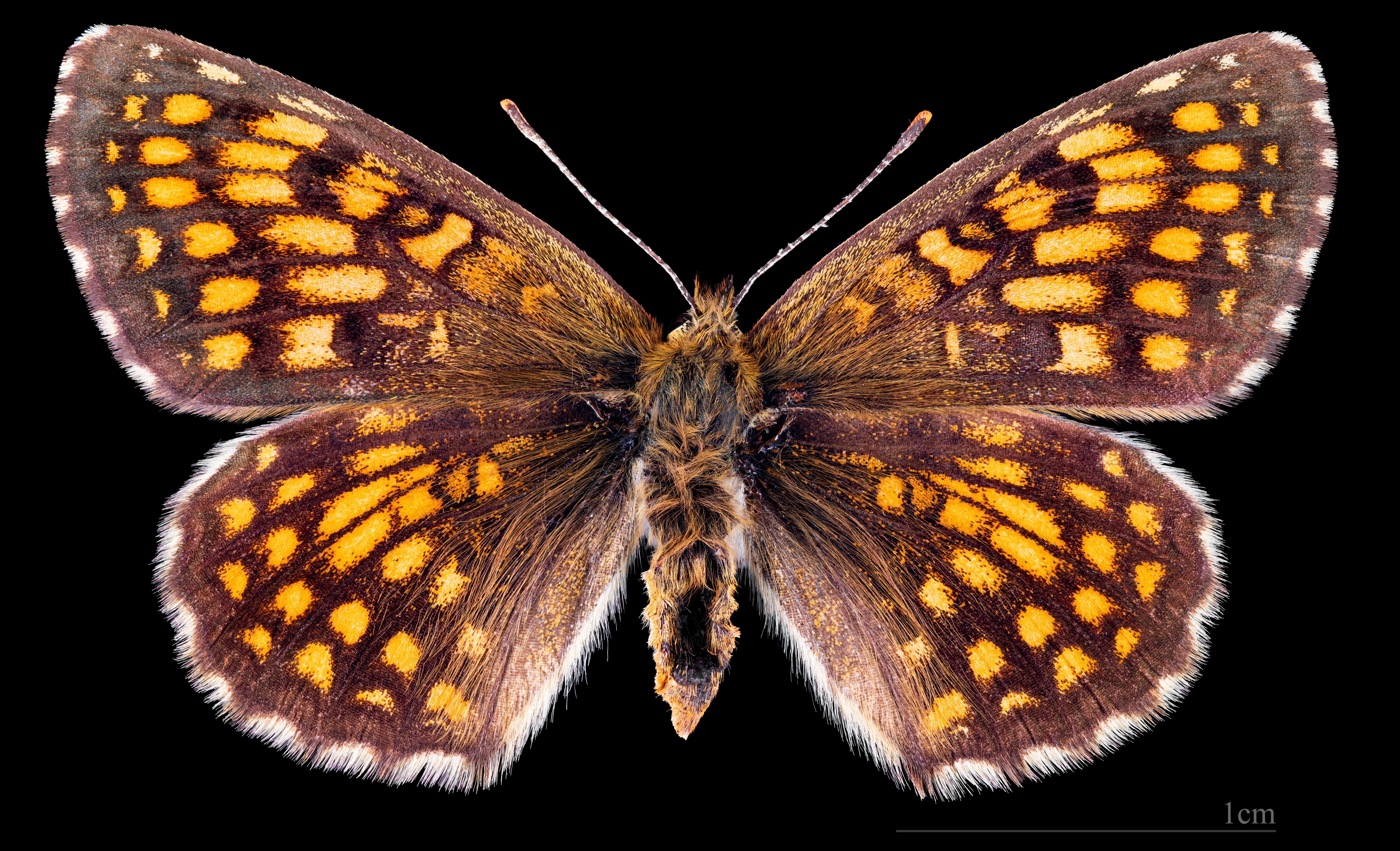
♀
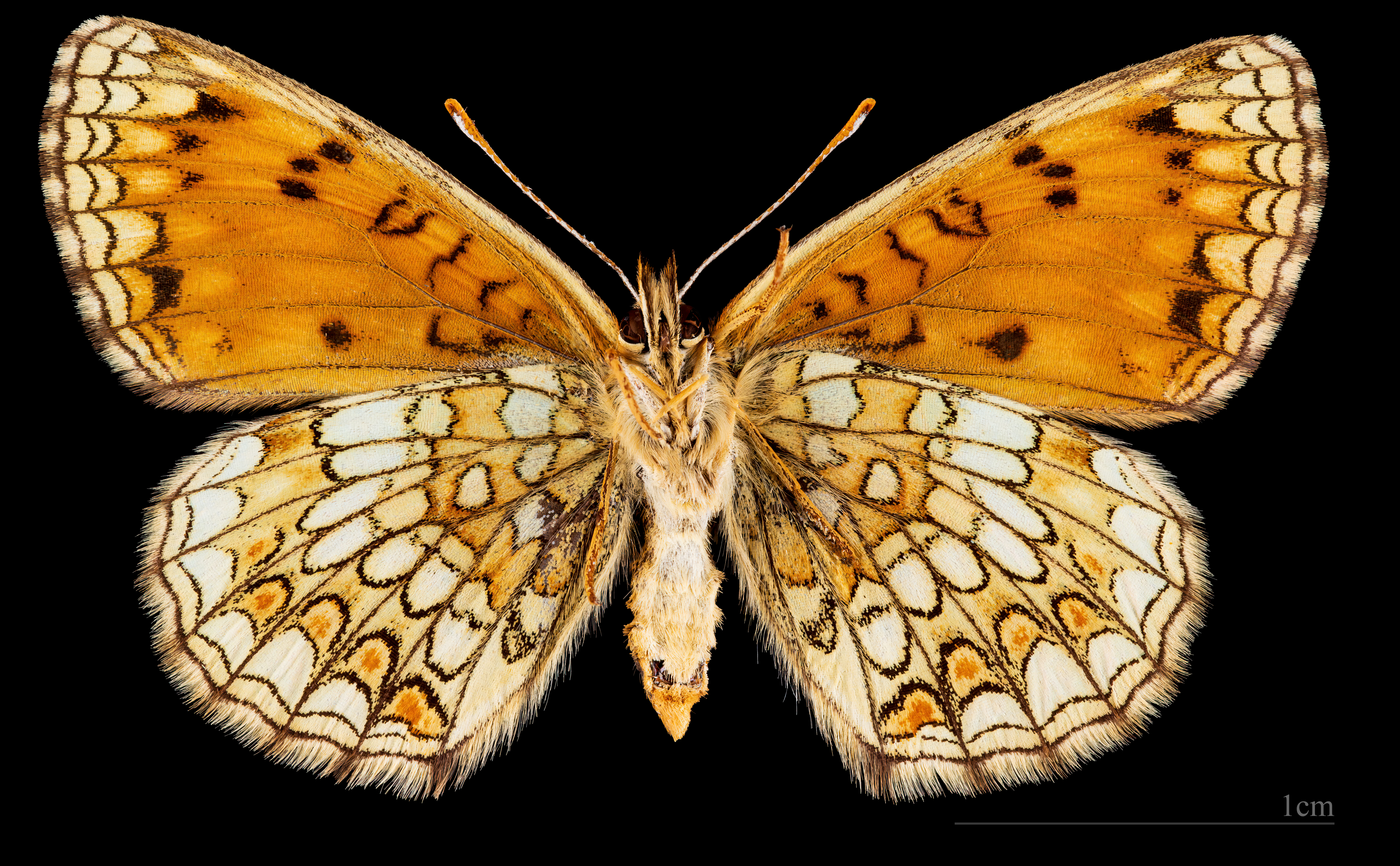
♀ △

Melitaea athalia celadussa

## Noms vernaculaires
- en français : la Mélitée du mélampyre, le Damier Athalie[8]
- en anglais : Heath Fritillary
- en allemand : Wachtelweizen-Scheckenfalter, Gemeiner Scheckenfalter[2].

## Protection
La Mélitée du mélampyre est protégée en région Île-de-France, inscrite à l'article 1 de l'arrêté du 22 juillet 1993 relatif à la liste des insectes protégés en région Île-de-France complétant la liste nationale.